# Gnorimosphaeroma hoestandtli
Gnorimosphaeroma hoestandtli är en kräftdjursart som beskrevs av Kim och Kae Kyoung Kwon 1985. Gnorimosphaeroma hoestandtli ingår i släktet Gnorimosphaeroma och familjen klotkräftor. Inga underarter finns listade i Catalogue of Life.